# Jus d'ananas

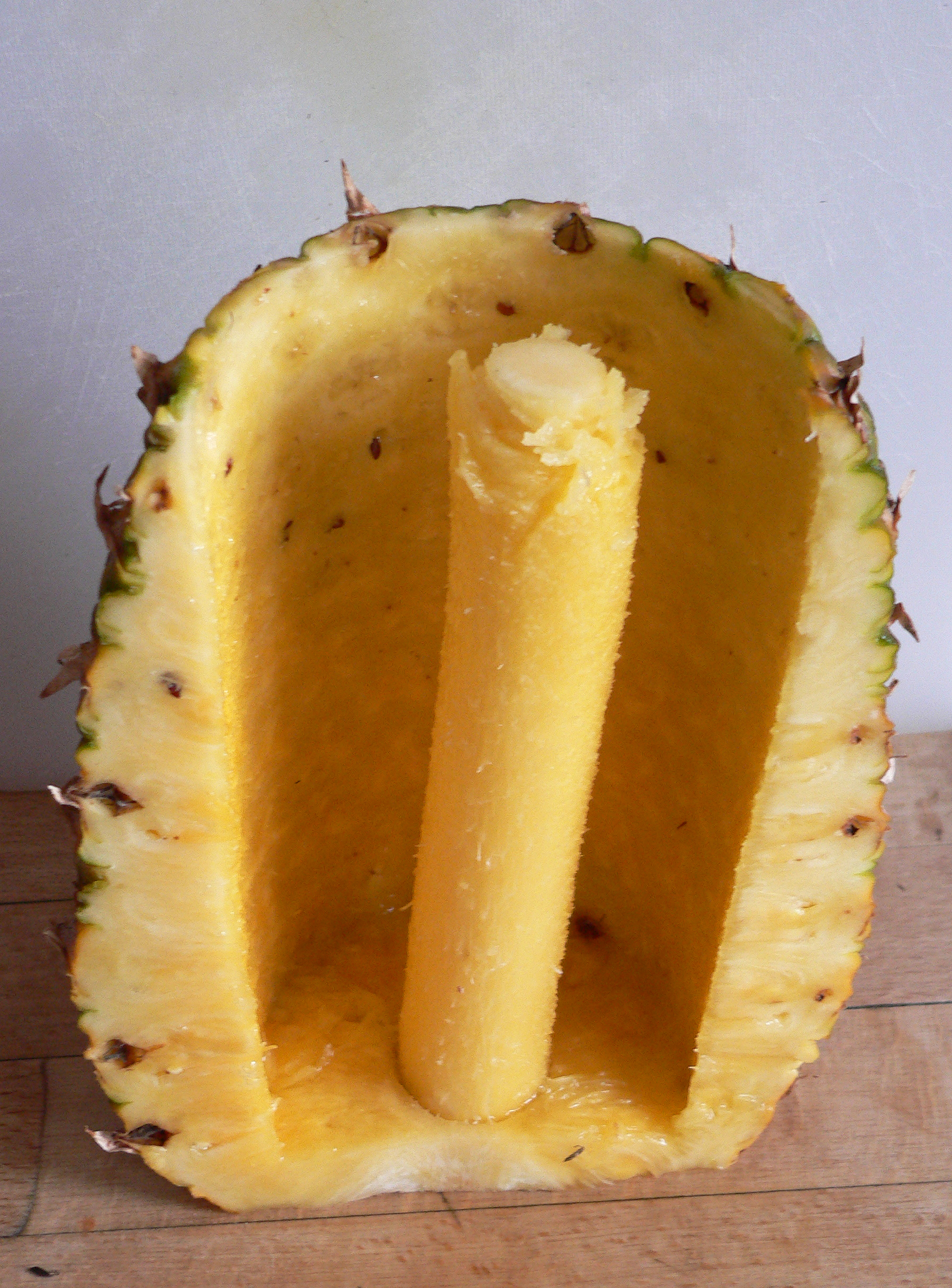
Ce qui reste d'un ananas après extraction de son jus

Le jus d'ananas est une boisson préparée à partir d'ananas. Il peut être consommé par le grand public comme boisson rafraîchissante pure ou en cocktail, dont le célèbre piña colada.
Par la présence de broméline, le jus d'ananas possède des propriétés protéolytiques (endopeptidase, hydrolase) utilisée industriellement pour attendrir la viande par exemple.

## Production industrielle
Le jus d'ananas est le troisième jus le plus consommé au monde, après le jus d'orange et le jus de tomate.
Sa production a essentiellement lieu dans les pays tropicaux (Amérique centrale, Amérique du Sud, Afrique, Asie du Sud-Est). Le principal pays producteur d'ananas est la Thaïlande, depuis 1999. La Thaïlande a exporté 440 000 tonnes de jus d'ananas en 2000, sur une production d'ananas totale de 2 250 000 tonnes, soit environ 20 % de la production mondiale.
Au Bénin, la production industrielle de jus d'ananas est estimée à environ 250 tonnes par an selon le CSFT. Une partie de cette production, ainsi que de celle de Côte d'Ivoire, est issue de l'agriculture biologique.
L'Europe a importé 122 000 tonnes de jus d'ananas en 2004, les États-Unis 71 000 tonnes.

## Bienfaits
Le jus d'ananas est également réputé pour ses bienfaits sur le corps. On estime par exemple qu'il permet de lutter contre les risques cardio-vasculaire, qu'il renforce le système immunitaire ou encore qu'il soigne les problèmes digestifs et osseux[réf. nécessaire].
Ces bienfaits sont en grande partie dus à sa forte teneur en minéraux et vitamines, tels que le potassium, le calcium et la vitamine C.
L’ananas est également un fruit qui peut naturellement faciliter la digestion, notamment grâce à l’enzyme bromélaïne. Son jus est donc un allié de taille face aux ballonnements par exemple.

## Valeurs nutritionnelles[6]
|                      | Energie | protéines | Glucides | dont sucres | Lipides | eau  |
| -------------------- | ------- | --------- | -------- | ----------- | ------- | ---- |
| 100g de jus d'ananas | 49 kcal | 0,3 g     | 11,6 g   | 11,6 g      | <0,1 g  | 86 g |